# A vádlottak padján
A vádlottak padján (The Usual Suspects) az Odaát című televíziós sorozat második évadjának hetedik epizódja.

## Cselekmény
A Winchester fivéreket letartóztatták! Samet ugyan csak csalással és betöréssel vádolják, Dean emellett a St. Louis-ban elkövetett gyilkossággal is.
Míg Baltimore-ban Dean sorozatosan kihallgatják, Samet egy Diana nevű rendőrnő megpróbálja rávenni, hogy tanúskodjon bátyja ellen. A fiú viszont erről hallani sem akar.
Egy Jason Gedrick nevű nyomozó fenyegetőző követelésére Dean elmondja az igazat, amit nem meglepő módon az ügyvédje sem hisz el: Dean elmeséli, hogy ők démonvadászok, azért követték el a betöréseket, hogy legyen miből megélniük, és hogy St. Louis-ban nem ő gyilkolt, hanem egy képébe bújt alakváltó. Ezeken kívül elárulja, hogy jelenleg azért vannak a városban, mert egy embereket gyilkoló bosszúálló szellem nyomában vannak.
Az elmondottakat Diana sem hiszi el, ám véleménye megváltozik, mikor ő is látni véli a szellemet. A nő Samhez fordul segítségért, aki kideríti, hogy a szellem egy Claire nevű eltűnt, fiatal lány. Sam és Diana némi nyomozás után egy ház pincéjében rátalálnak Claire már foszló holttestére, és a nyakában lévő nyaklánc alapján rájönnek, hogy a nyomozónő munkatársa, Pete ölte meg -méghozzá egy drogügylet miatt-, a szellem pedig csak figyelmeztetni akarta az embereket, nem bántani, így ő egy halálómen.
Időközben Pete egy autóval szállításnak álcázva egy elhagyatott helyre viszi, és mivel sokat tud az általa megölt szellemről, ki akarja végezni. Diana és Sam, később pedig Claire szelleme jelenik meg, és a segítségével sikerül lelőniük a detektívet. 
Diana köszönetképpen elengedi a fivéreket, akik közül Dean lelkesen kérdi, hova szállították autóját…

## Természetfeletti lények

### Halálómen
A halálómen egy szellem vagy kísértet, mely a túlvilágról visszatérve figyelmezteti az embereket a közelgő veszélyre, gyilkosságra.

### Claire Becker ómenje
Claire Becker egy huszonéves lány volt, akin keresztül akart Jason Gedrick nyomozó kicsempészni kábítószereket egy rendőri raktárból. Mikor azonban a lány úgy döntött, mindent elmond a hatóságoknak Jasonről, a férfi megöle Claire-t, testét pedig egy ház pincéjében rejtette el.
Claire halálómenje azonban visszatért a túlvilágról, hogy figyelmeztesse az embereket Jason valódi kilétére, ennek ellenére bosszúálló szellemnek hitték. Az ómen végül azután tért nyugalomba a másvilágra, miután Gedrick nyomozó elnyerte méltó büntetését és meghalt.

## Időpontok és helyszínek
- 2006. ? – Baltimore, Maryland